# Burbach (Nadrenia Północna-Westfalia)
Burbach – gmina w Niemczech, w kraju związkowym Nadrenia Północna-Westfalia, w rejencji Arnsberg, w powiecie Siegen-Wittgenstein.